# Neil Jenkins

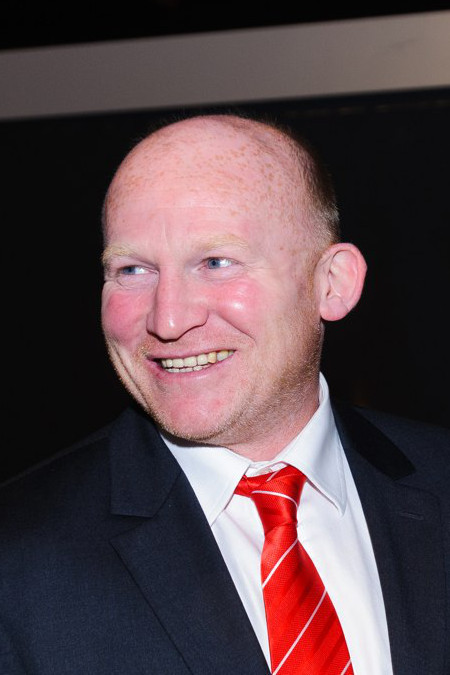
Neil Jenkins (2012)

Neil Jenkins (8 juli 1971, Church Village) is een voormalige Rugby Union-speler uit Wales. Hij speelde in zijn actieve carrière voor Pontprydd/Celtic Warriors, Cardiff, zijn land Wales en de British and Irish Lions. Meestal speelde hij op de fly-halfpositie, maar kwam ook uit als centre en full-back.
Reeds op de middelbare school gaf Jenkins blijk van speciale talenten in de sport en met name zijn traptechniek bij het rugby was van buitengewone kwaliteit. Al snel (19 jaar oud) maakte hij zijn debuut voor het nationale team van Wales. In de beginjaren kreeg hij veel kritiek op zijn spel, onder andere omdat de Welshe supporters legenden op 'nummer 10' als Barry John en Phil Bennett nog niet waren vergeten.
Jenkins werkte hard aan zijn spel en zijn tackelen, persoonlijke acties en spelverdeling werden na verloop van tijd van wereldklasse, naast zijn vermogen om de bal vanuit alle posities tussen de palen te schoppen. Met zijn minder atletische, maar effectieve motoriek en zijn flaporen kreeg hij het imago van antiheld, wat aan zij populariteit bijdroeg. 
Jenkins speelde 87 officiële interlands voor Wales, waarin hij 1090 punten wist te scoren. Tot 2008 was dit het wereldrecord; het werd verbeterd door Jonny Wilkinson. In het seizoen 2003/2004 verzilverde hij voor de Celtic Warriors 44 achtereenvolgende kicks op de palen. Ook deze prestatie staat nog te boek als wereldrecord. Tot februari 2007 was Jenkins ook topscorer in het Zeslandentoernooi voor mannen. Hij stopte in 2003 met internationaal rugby toen hij na verjonging van het team niet meer was geselecteerd voor het wereldkampioenschap rugby.
Een hoogtepunt in zijn carrière was de toer met de British and Irish Lions door Zuid-Afrika in 1997. Vooral door Jenkins' perfecte trappen wisten de Lions de eerste twee 'tests' te winnen en daarmee de toer. Ook in 2001 toerde hij met de Lions naar Australië, maar moest daar Jonny Wilkinson voor zich dulden. In totaal scoorde Jenkins 41 punten voor de Lions.